# Das Papst-Attentat
Das Papst-Attentat ist ein deutscher Fernsehfilm, der erstmals am 16. März 2008 von RTL ausgestrahlt wurde.

## Handlung
Mystische Zeichen am Himmel, zunächst im Jahre 1928 an Portugals Südküste, später in Los Angeles, Kalifornien und schließlich in Köln, zum Besuch des Papstes auf seiner Deutschlandtour – die vatikanischen Sicherheitsmänner Conti und Naldini sind gewarnt. Doch das BKA schießt die Bedenken als „abergläubischen Hokuspokus“ in den Wind.
Tatsächlich jedoch wurde der ehemalige Fremdenlegionär und Präzisionsschütze Rami Hamdan, von allen nur der Chirurg genannt, angeworben, um für 25 Millionen € den Papst beim Bad in der Menge zu erschießen.
Hamdan positioniert sich auf dem Dach eines der umliegenden Wohnhäuser und lässt die nötigen Vorbereitungen laufen.
Unterdessen verdichten sich die Anzeichen, dass ein Attentat auf Papst Clemens XXIII. geplant sein könnte, und auch Stertz und Dabrock vom BKA lassen nun das Sonderkommando ein wachsames Auge auf den Papst haben.
Als Andrea Conti just eine Sekunde vor den tödlichen Schüssen Hamdans eine Warnung ausruft, gehen die Leibwächter des Papstes in Position und fangen so die tödlichen Schüsse ab. Der Papst ist gerettet und damit ist ein erneutes Konklave überflüssig.
Schließlich entpuppt sich im Krankenhaus Naldini als der Mitmischer eines Komplottes aus den eigenen Reihen.

## Wissenswertes
- Der Film ist ein sogenannter Event-Film, da viel Pyrotechnik und Schusswaffen angewandt werden, so wurden über 800 Einschüsse pyrotechnisch und 21 Einschüsse an Körpern simuliert.
- Der Film ist auf DVD erhältlich.

## Rezeption
„Fiktionaler Action-Thriller mit durchaus vorstellbarem Hintergrund Papst-Attentat vom 13. Mai 1981, der seine Geschichte mit Rasanz und einer guten Schauspieler-Riege erzählt.“

## Einzelbelege
1. ↑  Das Papst-Attentat. In: Lexikon des internationalen Films. Filmdienst, abgerufen am 8. Juli 2021.